# Портобуффоле

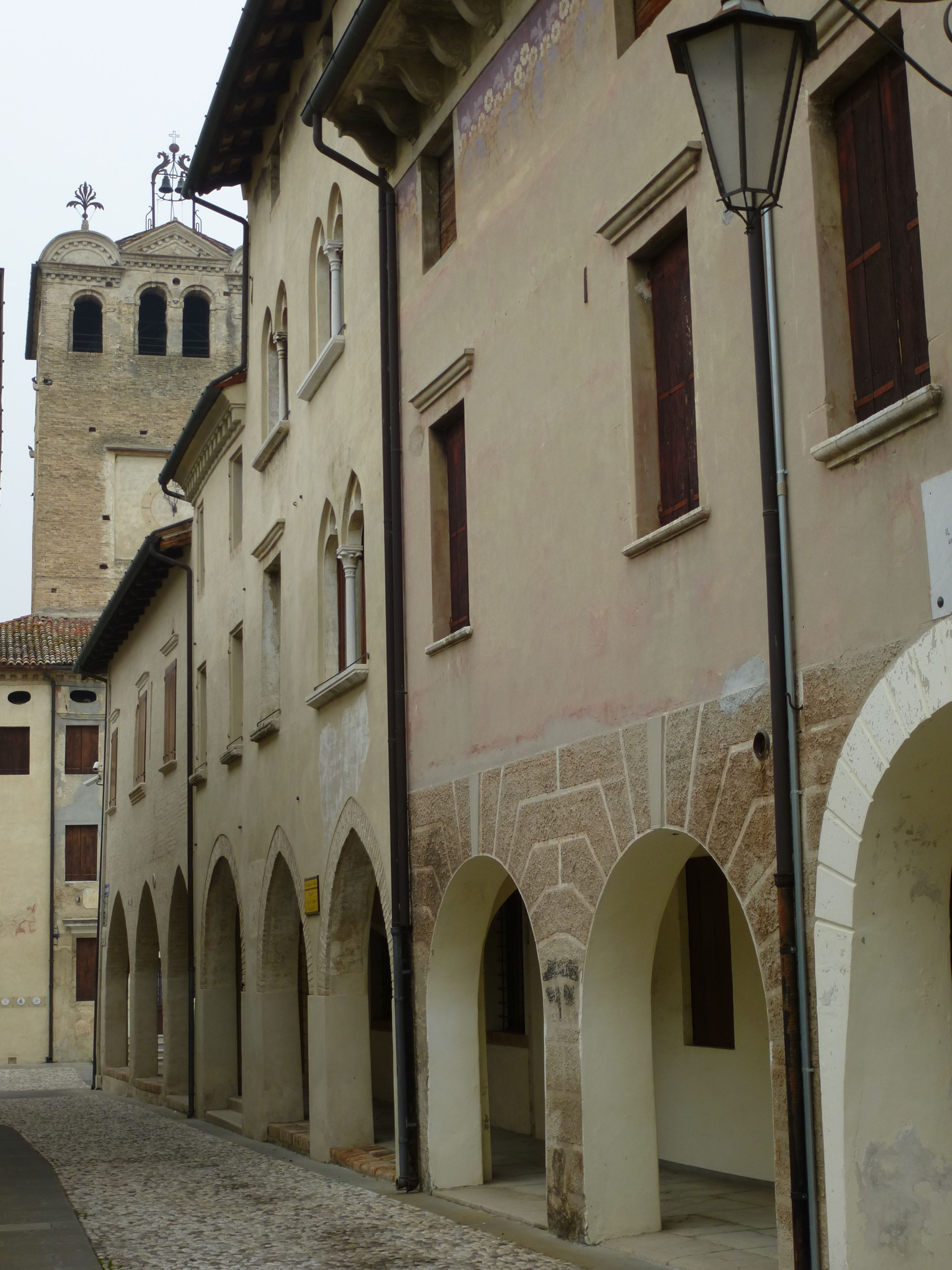
I portici del centro storico

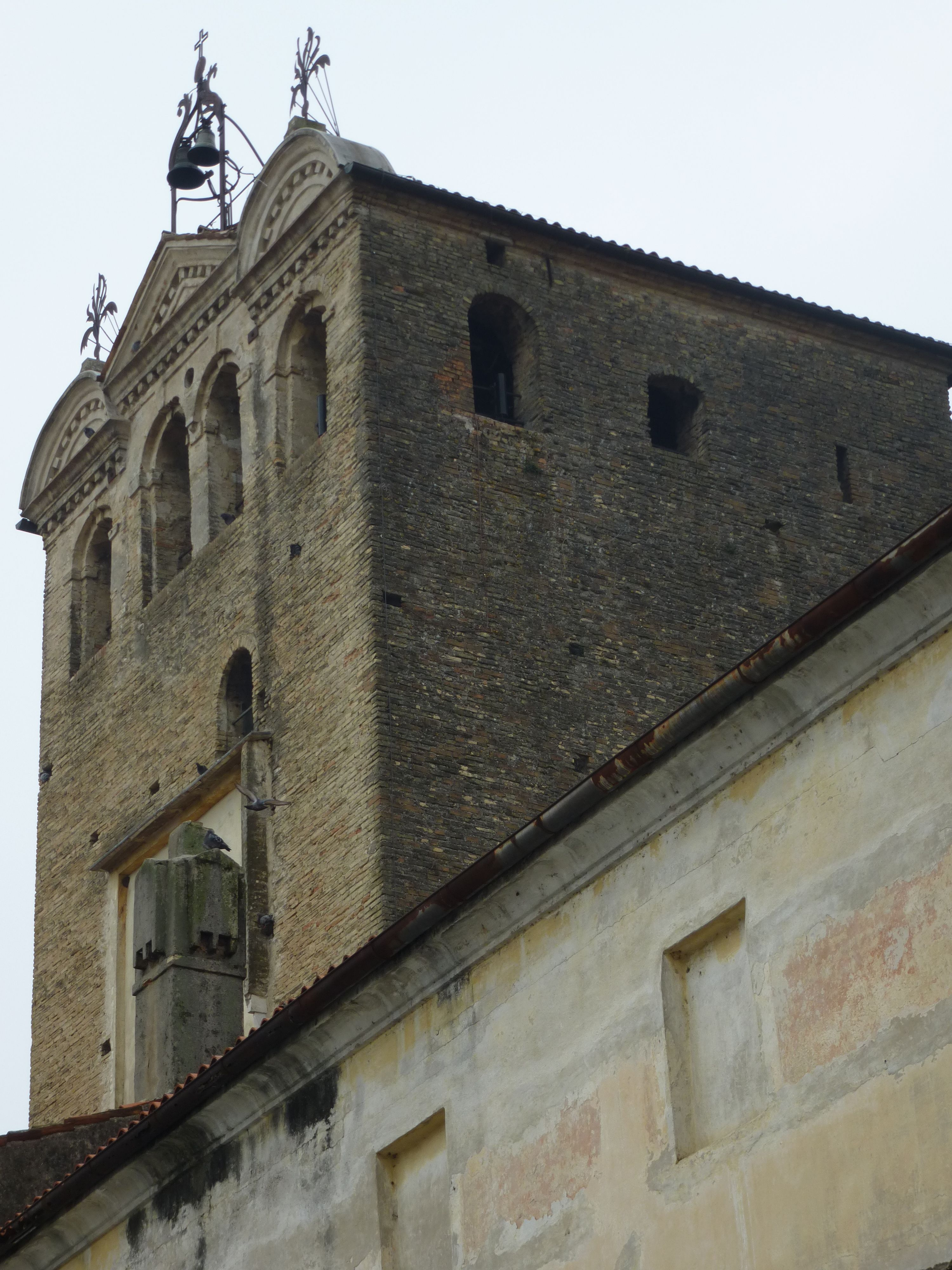
La Torre Civica che sovrasta Palazzo Zanutto Maccan

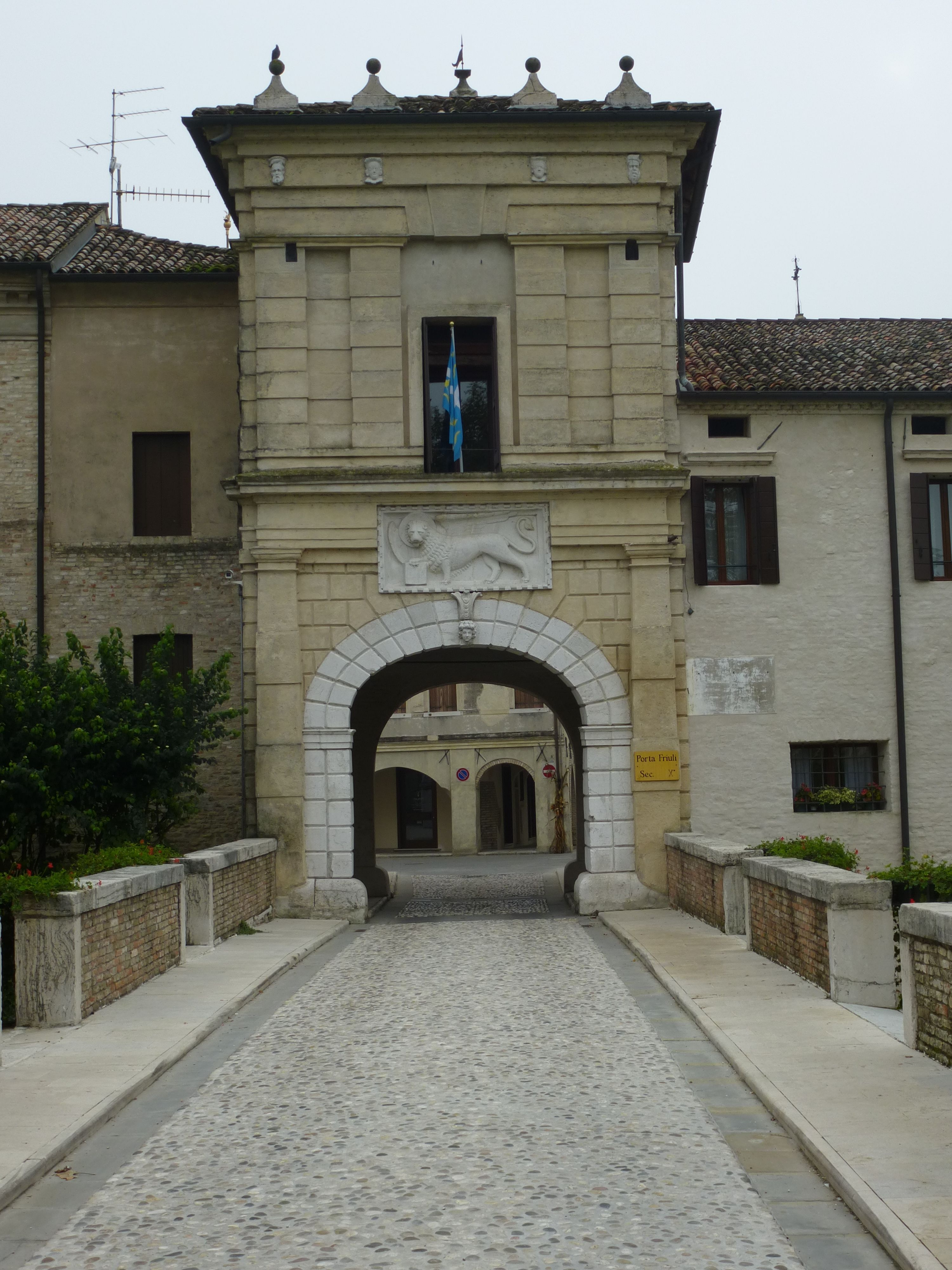
Porta Friuli

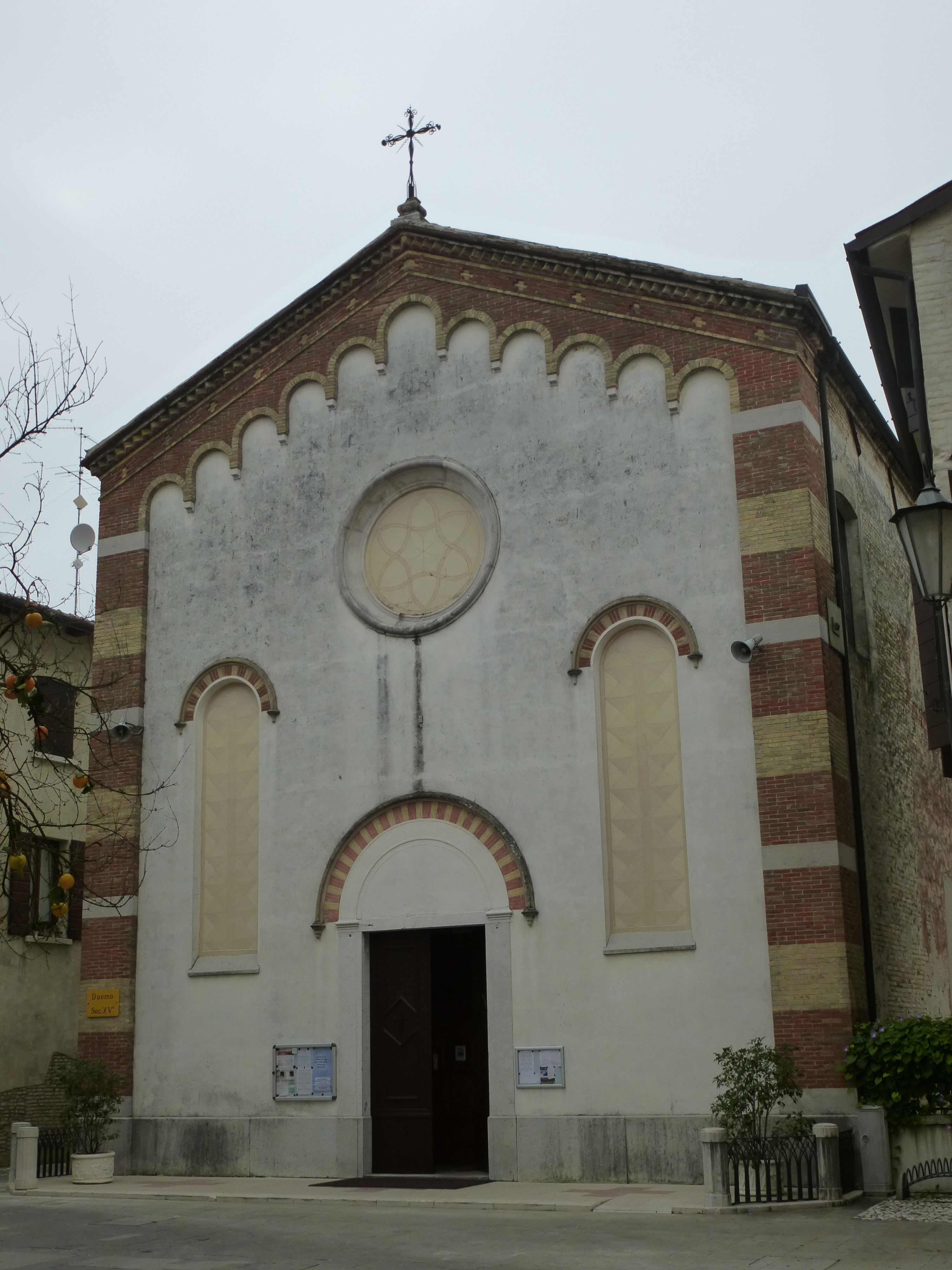
Собор святого Марка

Портобуффоле (итал. Portobuffolé) — коммуна в Италии, располагается в провинции Тревизо области Венеция.
Население составляет 835 человек (2008 г.), плотность населения составляет 167 чел./км². Занимает площадь 5 км². Почтовый индекс — 31040. Телефонный код — 0422.
Покровителем коммуны почитается святой апостол и евангелист Марк, празднование 25 апреля.

## Демография
Динамика населения:

## Администрация коммуны
- Официальный сайт: https://web.archive.org/web/20060506185653/http://www.comune.portobuffole.tv.it/flash/default.htm